# Il campione (film 1979)
Il campione (The Champ) è un film del 1979 diretto da Franco Zeffirelli. È il remake di The Champ, film del 1931 diretto da King Vidor. Lo sceneggiatore Walter Newman adatta per il film il soggetto originale del film di Vidor.

## Trama
Billy Flynn è un ex pugile, in passato giunto anche al titolo mondiale nella sua categoria; dopo aver riportato una lesione al cervello in uno dei suoi incontri, è stato costretto a ritirarsi dall'attività agonistica. La moglie Annie, desiderosa di una vita migliore e più indipendente, lo aveva lasciato quando il loro unico figlio T.J. era ancora in tenera età e, dopo essersi risposata, lavora con successo nel mondo della moda. Billy, invece, sbarca il lunario lavorando in una scuderia e vive insieme al figlioletto, che lo adora al punto di aver fatto di lui un idolo (lo chiama "Champ" anziché "papà"), e non riesce a stare un attimo senza di lui.
Billy ha sopperito egregiamente alla mancanza della moglie dimostrandosi un padre affettuoso, cercando di non far mancare nulla al figlio nonostante il vizio delle scommesse e le difficoltà finanziarie, e regalandogli persino una cavalla, Contessina, che parteciperà anche a una gara ippica, cosa che inorgoglisce ancor di più il ragazzino. Quando giunge il giorno della corsa, la madre Annie rivede suo figlio e, rosa dai rimorsi, desidera averlo nuovamente con sé. Billy, che aveva sempre detto a T.J. che la madre era morta per non farlo soffrire, non è d'accordo ma, dopo aver scommesso una grossa somma, perde tutto e il suo creditore vuole impadronirsi della cavalla del figlio (che durante la gara aveva subìto un grave infortunio, che si tradurrà nell'immediato ritiro dalle corse). Questo scatena l'ira di Billy, che aggredisce il creditore ottenendo soltanto il risultato di farsi arrestare e mettere in prigione. Egli si trova quindi costretto a ricorrere all'ex moglie, facendo sì che il figlio, durante la sua reclusione, rimanga con lei.
Annie è felice di ciò, ma si lascia sfuggire con il figlio di essere sua madre. T.J. non le crede e la respinge e comunque, una volta che il padre esce di prigione, immediatamente ritorna da lui. Billy si sente un uomo finito agli occhi del figlio nonostante quest'ultimo sia ancor più legato a lui, e viene assalito da un desiderio di rivalsa di fronte al mondo intero, oltre all'auspicio di poter dare a T.J. una vita migliore, e prende quindi la decisione di tornare sul ring nonostante la sua menomazione. Insieme al suo ex allenatore e grande amico Jackie, si prepara all'incontro, nel quale dovrà vedersela con un pugile molto più giovane di lui.
Arriva il giorno del match: il combattimento ha fasi drammatiche ed è una lotta all'ultimo sangue ma Billy, ricorrendo a tutto il suo coraggio e a un'incredibile determinazione, alla fine manda l'avversario al tappeto e vince per KO. Ma lo sforzo sostenuto, unitamente ai colpi ricevuti, gli saranno fatali; portato a braccia nello spogliatoio, muore sotto gli occhi impotenti del suo allenatore e del figlio. T.J. si abbandona a un pianto disperato non volendo accettare che il padre, il suo eroe, non ci sia più; tuttavia, fra le lacrime, non trova alternativa che l'abbraccio affettuoso e amorevole della madre Annie, prontamente accorsa anche lei.
Il film si conclude con l'inquadratura del corpo senza vita di Billy su una panca dello spogliatoio, circondato dai pochi amici, e T.J. fra le braccia della madre, che avrebbe preferito un momento senz'altro migliore per poter riabbracciare il proprio figlio.

## Produzione
Il film fu prodotto dalla Metro-Goldwyn-Mayer.

## Distribuzione
Distribuito dalla Metro-Goldwyn-Mayer (MGM), il film fu presentato in prima a Los Angeles il 20 marzo. Uscì nelle sale cinematografiche USA il 4 aprile 1979.

## Riconoscimenti
- Golden Globe 1980: miglior attore debuttante (Rick Schroder)
- Candidatura agli Oscar 1980 a Dave Grusin per la miglior colonna sonora